# Espumoso
Espumoso é um município brasileiro do estado do Rio Grande do Sul.

## História
O desenvolvimento histórico do atual município de Espumoso pode ser contado desde a criação de Rio Pardo em 1809. Em 1819 desmembrou-se de Rio Pardo o município de Cachoeira do Sul, deste último desmembrou-se em 1834 Cruz Alta e de Cruz Alta em 1857 Passo Fundo. Em 1875 desmembrou-se de Passo Fundo Soledade e de Soledade finalmente em 1954 Espumoso. O território do atual município pertenceu portanto por longo tempo a Soledade e a história de Espumoso está intimamente ligada a essa cidade. As terras que hoje constituem Espumoso permaneceram esparsamente povoadas até ca. 1925.
O município recebeu esse nome por causa dos cones de espuma, formados pelas quedas de água do Rio Jacuí.

## Geografia
Localiza-se a uma latitude 28º43'29" sul e a uma longitude 52º50'59" oeste, estando a uma altitude de 357 metros. Sua população estimada em 2004 era de 14.839 habitantes.
A zona urbana está dividida em bairros altos e baixos. Os bairros altos são Arroio, Brasil, Cooperativa Velha, ("Distrito") Industrial, Franciosi, Habitar Brasil, Jardim(dos Coqueiros), Jardim Cidade Nova, Luiz Parizotto, Martini, Norte América, Progresso, São Valentim, Tarumã (Aeroporto de Espumoso) e União. Já os bairros baixos são Centro, Maravalha, Paraíso, Santa Júlia e São Jorge.

### Subdivisões

#### Distritos
| Distrito         | População |
| ---------------- | --------- |
| Avelino Paranhos | 1 954     |
| Campina Redonda  | 575       |
| Depósito         | 973       |
| Espumoso         | 12 114    |
| Volta Alegre     | 569       |

#### Acessos
- Rodovia VRS-818/VRS-817|817: Interliga Espumoso a  Campos Borges e Salto do Jacuí/RSC-481
- Rodovia VRS-856: Interliga Espumoso a Alto Alegre.
- Rodovia VRS-854: Interliga Espumoso a BR-386, passando por Mormaço.
- Rodovia RS-332:  Interliga Espumoso a região das Missões e ao Vale do Taquari.[15]

### Hidrografia
A cidade é banhada pelo Rio Jacuí, rio que já possuiu - nas décadas de 70 e 80 - águas bastante barrentas, mas que com o advento do plantio direto no planalto do RS, voltou a ter água mais limpa, com menos argila em suspensão do que antigamente; neste rio foram construídas as usinas hidrelétricas do Passo Real e de Itaúba que na época que entrou em operação pertencia a este município. Nesta época Espumoso era conhecida como Capital da Energia Elétrica.
Também há o Arroio Tigreiro que nasce ao sul do município e deságua na área urbana, no Rio Jacuí.

## Economia
Segundo o Sebrae, o perfil econômico do município baseia-se em: 41% no comércio; 35 % nos serviços; 10 % na agropecuária, extração vegetal, caça e pesca; 9% na indústria de transformação e 5% na construção civil.

## Cultura
O município possui um conglomerado de edifícios, denominado Centro Cultural Dr. Getulio Soares de Chaves, contendo um museu, titulado, Museu Municipal Professor Affonso Luiz Spada,
um recinto, chamado, Anfiteatro Veranice Guerreiro Pimel, além de um espaço, denominado, Plenarinho Orilde Griniuca.

### Etnias
| Cor ou raça | Porcentagem |
| ----------- | ----------- |
| Branca      | 86,88%      |
| Pardos      | 10,28%      |
| Pretos      | 2,13%       |
| Amarela     | 0,65%       |
| Indígenas   | 0,05%       |

## Esporte
Fundado em 1 de julho de 1956, o Clube Atlético Guarany, é um tradicional clube de futsal do município de Espumoso. Suas cores são azul, branco e vermelho. O mascote é um índio, em alusão aos índios Guaranis. Por isso, seus torcedores o apelidaram de Índio Espumosense. Atualmente disputa competições estaduais e regionais de futsal, através das categorias de base (sub 9, sub 11, sub 13 e sub 15), o time adulto foi Campeão da Série Prata em 2016 e em 2017 jogou Série Ouro 2017, permanecendo em 2018. O clube ficou campeão em 2018, na Copa Alto Jacuí e na Copa dos Pampas, em 2019, além de ficar vice-campeão na Liga Gaúcha de Futsal.

## Saúde
A cidade conta com um hospital, chamado, Hospital Notre Dame São Sebastião. 2 ESFs na cidade, Wilmar Schimitt no bairro Martini e Renê Baccin no bairro São Valentin; e 1 ESF no interior, denominado, Luiz Drum no distrito Depósito. Ainda conta com uma UBS, denominada, Doutor Gerardo Barbosa no bairro Jardim(Jardim dos Coqueiros) apelidada de Posto Central; e uma unidade de referência regional do SAMU com base descentralizada.

## Transporte

### Coletivo
A cidade possui uma empresa de transporte coletivo urbano, a Transravasio(Ravasio), que é operada a através de concessão pública e possui apenas uma linha e transporta geralmente trabalhadores até o bairro Industrial.

### Rodoviário
O município conta com uma Estação Rodoviária, denominada Geni Carpes Etcheverry, com 9 boxes(plataformas) e funciona 24 horas por dia.
A Estação conta com dois espaços para lojas e um espaço para bares e restaurantes

### Aeroporto
O município possui um aeroporto municipal (Aeroporto de Espumoso) com capacidade para atender aviões de pequeno porte.

## Ilustres cidadãos
- Henrique Valmir da Conceição ("China"), ex-jogador de futebol, campeão Brasileiro, da Libertadores da América e do Mundial de Clubes pelo Grêmio.

## População
| 1970   | 1980   | 1991   | 2000   | 2010   |
| 34 965 | 31 999 | 17 010 | 16 185 | 15 240 |

| 1991   | 2000   | 2010   |
| 11 820 | 12 114 | 12 588 |